# Mediano (Huesca)
Mediano es una localidad española del municipio de La Fueva, en el Sobrarbe, provincia de Huesca, Aragón. Se encuentra encima del río Cinca.

## Historia
El pueblo es documentado por primera vez en 1055. En 1460, Juan I de Aragón vendió Mediano a Rodrigo Cebollero. En 1610 el sitio pertenecía a la baronía de Monclús. Existe el linaje de los Medianos, familia infanzona aragonesa procedente de este lugar y luego radicada en Ariza y en Castejón de Monegros en el siglo XVI.
En el siglo XIX se censaron 20 casas, 30 vecinos y 223 personas. Mediano tuvo ayuntamiento propio hasta su incorporación a La Fueva en la década de 1970. Fue municipio independiente desde 1834, en 1845 se le unieron Samitier y Arasanz.

## Demografía
| Gráfica de evolución demográfica de Mediano entre 1842 y 1970 |
| |
| Población de derecho según los censos de población del INE Población de hecho según los censos de población del INEEntre el censo de 1857 y el anterior, crece el término del municipio porque incorpora a Samitier Entre el censo de 1981 y el anterior, este municipio desaparece porque se integra en el municipio La Fueva |

### Embalse

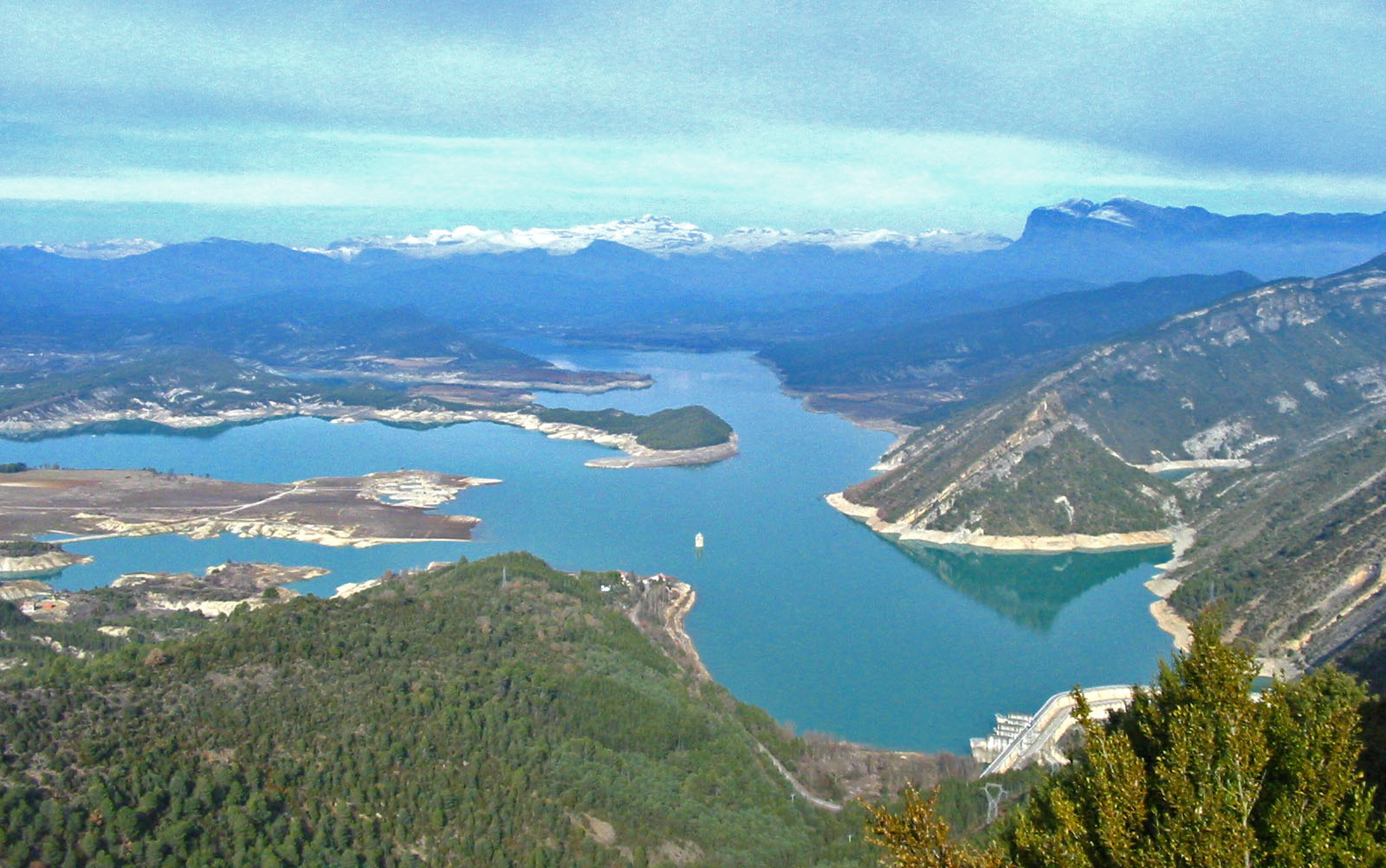
Embalse de Mediano, con la torre de la iglesia asomándose sobre las aguas.

El embalse empezó su construcción en 1929. El 29 de abril de 1969 el pueblo quedó inundado por las fuertes lluvias y la apertura del embalse.
En 1974 se incorporó al municipio de La Fueva, después de ser Mediano inundado. Como sustitución del antiguo pueblo, se construyó otro al lado de la carretera, pero pocos vecinos aceptaron el cambio.
Entre los años 1978 y 1979 se realizaron unas maniobras militares en la zona causando la destrucción de gran parte de los edificios de la localidad.

## Lugares de interés

### Iglesia de la Asunción
Conocida popularmente como «la dama del lago», es una iglesia del siglo Xvi, con nave de tres tramos. En el dintel para acceder a la sacristía se puede observar la fecha 1589.

### Esconjuaradero
Construcción de planta rectangular de 3,33 m. por 3 m, y 10 m². Su origen se fecha de entre los siglos Xvi y Xvii. Este servía para combatir las tormentas.

### Ermita de Nuestra Señora de Monclús
Ermita dedicada a la Virgen de Monclús, de mediados del siglo XX. Edificio de planta rectangular orientada al este, la puerta con forma de arco de medio cubierta por un atrio con bóveda de cañón.  Hoy en día se encuentra desaparecida debido a las maniobras militares realizadas en la zona.

## Fiestas
- Romería, 20 de mayo.
- En honor a Santiago, 25 de julio.

## Leyendas y tradiciones
Junto a la presa del embalse de Mediano se encuentra el puente del Diablo, que según la leyenda servía para huir de las fechorías nocturnas.